# 橫須賀線
橫須賀線（日语：／ Yokosuka sen */?）是连接日本神奈川縣鎌倉市大船站和神奈川縣橫須賀市久里濱站，屬於東日本旅客鐵道（JR東日本）的鐵路線（幹線）。
在乘客信息系统上，“横须贺线”指从東京站经东京隧道、品川站、品鹤线、横滨站、大船站至久里滨站的列车运行系统，该系统的列车行经的东京－大船区间，属于东海道本线的一部分。横须贺线的部分列车直通总武快速线运行，与之共同组成的运行系统称为横须贺·总武快速线。横须贺线车站编号使用的线路记号是JO，线路代表色为蓝色（■，称为“须贺色”），与横须贺·总武快速线统一。本条目着重讲述横须贺线正式路段（大船站－久里滨站）的情况。

## 概要
横须贺线，自大船站到久里滨站，全长23.9公里，连接东京市中心和三浦半岛上的镰仓市、逗子市、横须贺市等城市，是东京地区电车特定区间中的线路和运营系统之一。
大船和横须贺站之间的线路于1889年6月16日开业，是通往军港横须贺的通道，横须贺和久里滨站之间剩余的路段于1944年4月1日开业。战前，该线路被视为重要的军事线路，也是通往相模湾沿岸海滩的联络通道。战后，为了应对乘客数量的增多。1980年10月1日，横须贺线从东京站和大船站之间的东海道线分离出来，品川站和横滨站之间的列车通过品鹤线这一货物线行驶，现在与从东京站到千叶县的总武快速线系统直通运行。2001 年，自湘南新宿线系统的列车开始运行至逗子站，自此本线开始提供与新宿站和其他东京副中心地区以及宇都宫线（东北本线）的直通列车服务。但是请注意，本线没有与上野东京线系统直通的列车。该线路开通之初由国家政府（战后为日本国有铁道）运营，1987 年 4 月 1 日日本国有铁道拆分并私有化后，由 JR 东日本接管。本线路是一条来往东京和横滨的通勤线路，同时也是一条通往镰仓和湘南的观光线路。
全线位于電車特定區間、東京近郊區間内，運轉指令所为東京支社東京綜合指令室，列車運行管理系統为東京圈輸送管理系統（ATOS）。全线位于Suica首都圈区域内，可使用Suica卡。
品川站、横滨站 - 横须贺站（横须贺中央站）、逗子站（逗子·叶山站）、久里滨站（京急久里滨站）之间，虽然中间路线略有不同，但与京急本线（以及京急逗子线、京急久里滨线）存在竞争关系。 不过，由于京急的线路更直，因此京急在东京、横滨与横须贺之间的旅行时间、票价和班次数量方面更具优势。
全线位于電車特定區間，部分区间还使用带有交叉座椅和厕所的近郊型车辆。由于横须贺是日本的军事重地，沿线有许多别墅，因此很早就有二等车厢（后来有一等车厢和绿色车厢），并一直沿用至今。 车身的传统颜色为蓝色和奶油色，俗称 “横须贺色”（见下文），乘客信息中的线路颜色为蓝色（■），与其中一些车身颜色接近。

### 路线数据
本节介绍作为正式线路名称的横须贺线的线路数据。 有关作为运营系统的横须贺线的线路数据，请参阅 “横须贺·总武快速线”。
- 路線长度（营业距离）：大船站 - 久里滨駅間 23.9km
  - 東日本旅客铁道（第一種鉄道事業者）：全線 23.9km
  - 日本貨物铁道（第二種鉄道事業者）：大船站 - 逗子站間 8.4km
- 轨距：1,067mm
- 车站数量：9（包含起点）
  - 如果将车站限定为横须贺线的车站，则不包括东海道本线的大船站[3]，这样就有 8 个车站。
- 复线区間：大船站 - 横須賀站間 15.9km
- 单线区間：横須賀站 - 久里浜站間 8.0km
- 電化区間：全線（直流1,500V）
- 閉塞方式：自動閉塞式
- 保安装置：ATS-P
- 最高速度
  - 大船站 - 横須賀站間：95km/h
  - 横須賀站 - 久里滨站間：65km/h
- 运转指令所：東京総合指令室
- 列車運行管理系统：东京圈输送管理系统 (ATOS)
- 電車特定区間：全線
- 大都市近郊区間：全線（東京近郊区間）
- IC卡乘车区间：全線（Suica首都圏区域）

全线为横滨支社管辖

## 线路概况
参考文献：。

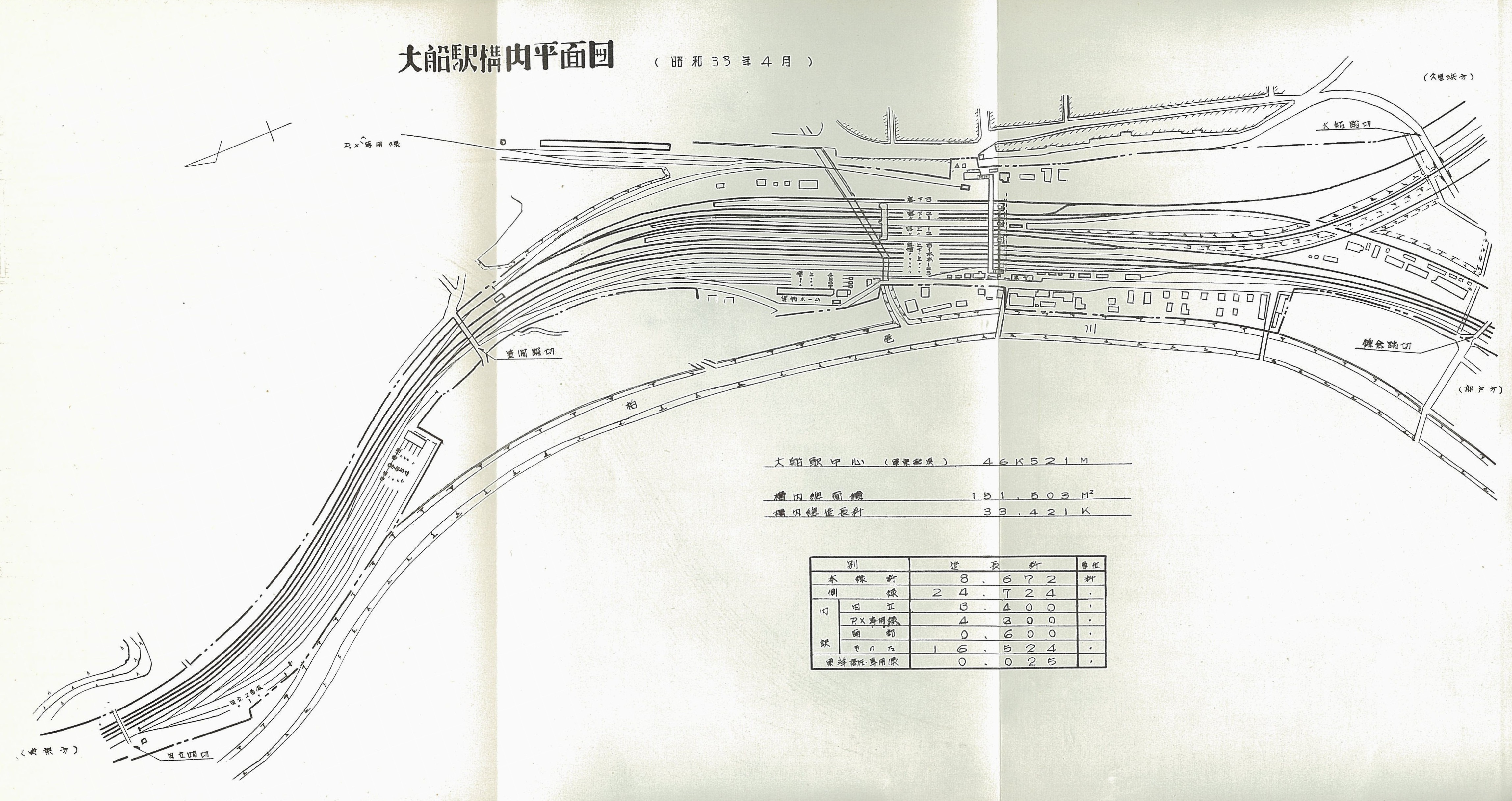
1958年4月大船站附近的配线图

大船站以南为横须贺线主线区间。线路在离开大船站后，与根岸线的联络线汇合，并与通往镰仓车辆中心的引入线相连。线路之后转向东南，下穿湘南单轨电车，并与通往镰仓综合车辆中心（大船工厂）的出入厂线相连，这一中心是2006年废止的JR东日本车辆工厂。在1973年4月9日根岸线洋光台站－大船站区间开通前，大船站的线路按方向布置，在藤泽侧的车辆中心引入线连接点附近，横须贺线上行线以立交桥跨越东海道本线下行线，这一立交桥至今仍在使用。此外在旧大船工厂出入厂线连接到东海道货物线的联络线与东海道本线上行线存在平面交叉，成为运输瓶颈，再加上夹角为钝角，列车通过时受到的冲击大。在根岸线延伸至大船站后，根岸线和东海道货物线的联络线在大船站东京侧设置立交桥跨越其他线路，上述的平面交叉废止，而从东海道货物线去往横须贺线的货物列车，则须先经这一立交桥到达根岸线本乡台站，再折返经大船站进入横须贺线。
之后，横须贺线通过北镰仓站，到达镰仓站，该站可与江之岛电铁线换乘，位于盆地，前后设有隧道。此后线路转向东，到达逗子站，该站为横须贺线的运行据点之一，由于逗子站－久里滨站间的列车为11节编组或4节编组，横须贺线的15节编组列车需在该站拆分为11节基本编成和4节附属编成，或将两种编成合并，因此逗子站久里滨侧的南侧设有电留线，该设施在1951年3月26日启用，1968年12月1日伴随着车站改造而进行构内改造，将过去对应6节编组的设备扩充为对应最大4节编组×16组。此次改造后，逗子站的站台变为2面3线，原先的下行正线变成2股道的中线，3股道则成为下行正线。该站还设有分歧点，连接前往京急本线沿线的综合车辆制作所（旧东急车辆制造）的专用线。
线路从逗子站沿山谷向东前进，横跨三浦半岛的相模湾侧和东京湾侧。中间途经东逗子站和田浦站，两站之间山势逼近海岸，设有连续隧道，并依次与横滨横须贺道路、京急本线、国道16号相交。田浦站位于两条隧道中间，站台长度只有9节编组，11节编组的列车部分车门不能开启。田浦站曾在1984年2月1日随着逗子站－横须贺站间的货物营业废止而停止货运业务，1987年4月1日国铁分割民营化后，日本货物铁道成为大船站－田浦站间的第二种铁道事业者，逗子站－田浦站间货运业务恢复，直至2006年5月1日再度废止逗子站－田浦站间的第二种铁道事业为止，在此期间田浦站一直是货物处理站。
通过田浦站后，线路沿着海上自卫队基地到达横须贺站，该站为1面2线，横须贺线海侧的线路终止，从该站至线路终点为单线区间。离开横须贺站后，线路转为南向，途经全线最长的横须贺隧道，隧道全长2089米。离开隧道后转向东，沿着平作川沿岸平地前进，到达衣笠站，之后到达终点久里滨站，该站邻近京急久里滨站。久里滨站旅客线站台只有1面2线，但构内设有与站台邻接的久里滨站电留线。久里滨站在1974年9月30日前设有货物设备，1970年前还设有国府津机车区久里滨机车支区，机车支区的遗址在1998年开设JR东日本横滨综合训练中心。久里滨站站台南端的引入线向南延伸，11节编组的列车入线时，中间的平交道口会被切断。

## 线路特征

### 车辆色彩
自1950年以来，直至现在使用的最新车辆E235系，横须贺线的列车均采用被称为“须贺色”（日语：スカ色）的蓝色（■青15号）和奶油色（■奶油1号）涂装。除了横须贺线外，相互直通的总武快速线以及房总地区、中央本线（高尾以西）、饭田线等线路的车辆也有使用该涂装。
须贺色可追溯至国铁32系列车，列车涂装原先为棕色，在经过1949年12月进行的モハ32028涂装试验后（俗称为“鬼涂装”），1950年1月左右开始进行更新修补，最初采用奶油2号（■）和青2号（■）两种颜色的涂装，此后在1962年随着外部涂装部分统一标准化，涂装的颜色组合改成奶油1号和青15号。按照当时的国铁副技师长评论，其由来是“挪用了原定1940年举办，但因战争而中止的东京奥运会的形象色”，并解释为“由于行经沿海地区，所以采用代表沙滩的奶油色和大海的蓝色”。
新性能化初期，1962年10月投入运营初期的111系（以及之后的113系）采用了湘南色，不过1965年4月开始投入运营的113系使用了须贺色。早期的涂装位置和湘南色相同，但从同年秋季开始将奶油色部分缩窄。
采用不锈钢车体的E217系并未将须贺色拓展至车身整体，只在车窗上下的位置涂上色带，最初使用的是和以往相同的奶油1号和青15号，但同系列列车在更新过程中调整了色带颜色，蓝色部分采用较亮的青20号（■）。此后投入运营的E235系列车也使用这一新颜色。
此外，作为2021年成田线开业120周年策划的一部分，在成田线上运行的一组E231系列车改用须贺色涂装。

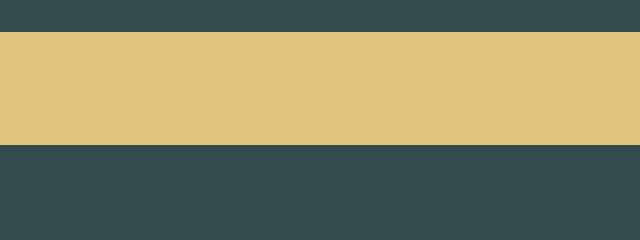
32系列车投运初期使用的须贺色
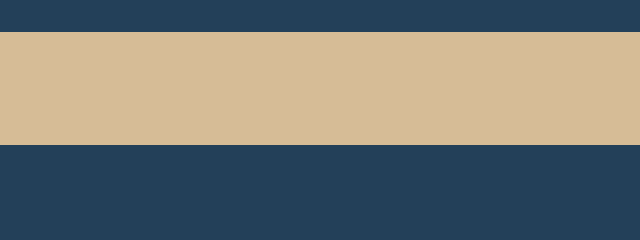
1962年之后在113系列车使用的须贺色
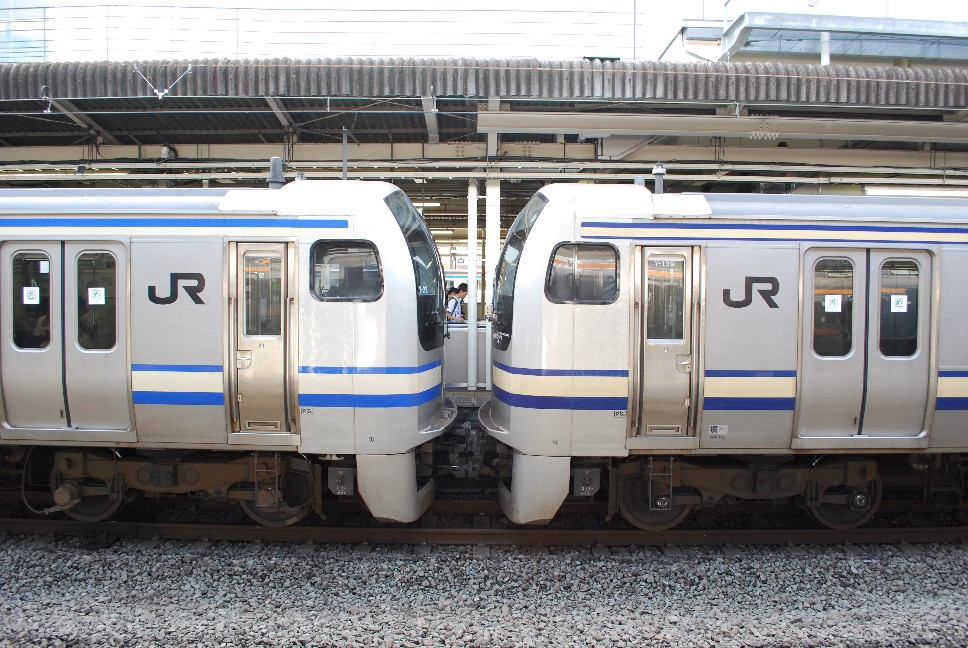
色带颜色不同的基本编成和附属编成。 左侧是变更后的色带，右侧是未变更的色带。

### 列车编组
对于东海道线列车，113系列车由11节基本编成（1-11号车）+4节附属编成（12-15号车）组成，211系、E231系、E233系列车则由10节基本编成（1-10号车）+5节附属编成（11-15号车）组成，附属编成连接在基本编成的东京侧，湘南新宿线、宇都宫线、高崎线、常磐线的列车在引入绿色车厢时采用与东海道线列车相同的编组构成。而横须贺·总武快速线的113系、E217系、E235系列车，则由4节附属编成（增1-増4号车）+11节基本编成（1-11号车）组成，附属编成连接在基本编成的久里滨侧。因此，在横须贺线轨道上运行的湘南新宿线列车与横须贺·总武快速线列车的基本变成、附属编成和绿色车厢的数量和位置有所不同，原因如下。
横须贺线内的站台长度，逗子站以北为15节编组长度，以南为11节编组长度（田浦站除外），因此15节编组的列车需要在逗子站增解编。1963年12月投入运营的113系最初采用7节基本编成和东京·千叶方向增挂的5节附属编成组成最大12节编组的列车运行，1965年12月1日开始暂定采用15节编组运行，由10节基本编成和5节附属编成组成。在东海道线列车所属电车区从大船电车区转移至国府津电车区（现在的国府津车辆中心）后，横须贺线列车改由大船电车区管理，对于横须贺线内的列车夜间留置安排，基本编成停放在久里滨站，附属编成停放在逗子站，按照逗子站留置线设施最大收容数计算，附属编成为5节时，最多可停放13组，按4节计算则最多可停放16组，最后采用了4节附属编成的方案。

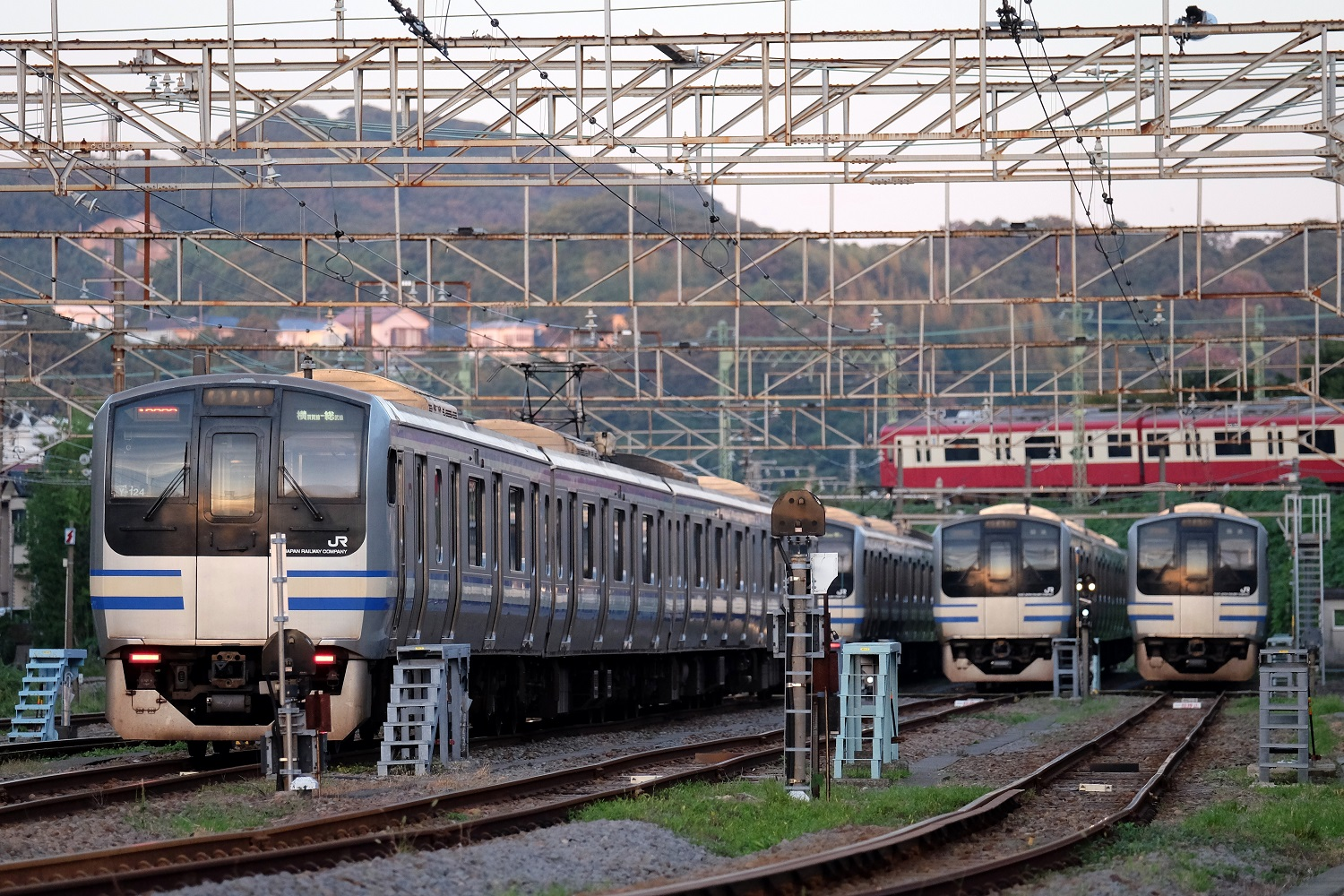
逗子站和东逗子站之间的留置线。后方为京急逗子线

当时在逗子站给上行列车增结附属编成时，从先行列车发出至后续列车到达之间的时间，需要将久里滨附近留置线上的附属编成回送至东京·千叶方向的折返线，但对增发余力的研究表明，对于附属编成连接在东京·千叶侧的情况，先行列车发出至后续列车到达耗时6分钟，再加上附属编成连接耗时3分钟，发车间隔最小为9分钟，每小时开行6班，这将对高峰期增发列车造成阻碍。另一方面，若将附属编成连接在久里滨侧，发车间隔最小为5分钟，每小时开行约12班列车。研究也考虑了改造地面设备的可行性，但与连接在久里滨侧的方案相比，需要额外的费用和较长的时间，因此没有采用。按照此次研究的结果，改造工程采用久里滨侧增结附属编成的方案，对逗子站进行改造，1968年12月1日完成。
引入E217系时，若与东海道本线一样将附属编成连接在东京·千叶方向，也会出现前述的困难，再加上每条留置线最大容纳12节车厢（7条中有2条可收容4辆×3组），若采用附属编成5节的方案将令收容数量减少，而受到京急逗子线线路影响，无法延长留置线，因此只能采用原先113系列车的4节+11节编组。此外，在前后被隧道夹住的田浦站，由于站台最多只能保证10节编组，11节编组列车只能开启部分车门。

## 歷史

### 建设及开通
横须贺线的建设最初是为了联络舊日本海軍横须贺镇守府所在的军港城市横须贺市、陆军东京湾要塞沿岸炮台之一的观音崎炮台，以及假想的敌军登陆地点长井，根据陆海两军要求而建设的铁路线路。海军大臣西乡从道和陆军大臣大山岩联名，于1886年6月22日向时任日本首相伊藤博文提出建设横须贺线的文件中：
相州横须贺作为第一海军区的军港，从（略）舰船的制造修理、兵员的补充到兵器弹药被服粮食等的供应，海军舰船不得不依赖此港，又观音崎（略）充当其防御，实为东京湾防御要道，其背面的长井湾等，为敌兵登陆要冲之地，是亦陸軍陆军的最大轴心地。（略）在此布设火车铁路和（略），为陆海军军略上紧要不可搁置的事业，为极大关系两军胜败的有之候条，火车铁道布设之义至急御诠议有之度此段请阁议候也。——西乡从道、大山岩，至相州横须贺及观音崎仪停车场布施若干要件

1887年3月10日的内阁会议通过了横须贺铁道的建设，同年4月22日开始测量，5月2日，从东海道线建设预算中挪用45万日元用于横须贺铁道建设。7月11日，东海道线预定分歧点设置了大船信号场。1888年1月线路开工。线路在现在的北镰仓站附近横穿圆觉寺界内的白鹭池，建设时该池被填埋了将近一半，此外线路在镰仓站附近横穿了鹤冈八幡宫的段葛。当时曾有在横须贺市区设横须贺站的方案，在1887年11月24日铁道局长官井上胜向海军大臣西乡从道和陆军大臣大山岩的照会所附文书中：
蒙陆海军两大臣建议宗旨，为敷设该铁道而进行实测的结果是，（略），若希望贯穿横须贺以获取便利，该处全体市区需要大改革，（略）已确定的位置四十五万日元至五十万日元不足以支持，当下此议为计划不致候间，本线路暂止于水兵营东南端，但足以运送船渠用品及军港必需品，若无其他异议则决定采用弥本线，又因经过此处水兵营，因变更而钻凿地形所需铺设线不达标。——井上胜
对此，两大臣并无异议，放弃了这一想法，同站位置改为建设远离市区的海军供给用地。
1889年6月16日，大船站－横须贺站间开通，同时设有镰仓、逗子、横须贺等站，大船站－横须贺站间每天开行4对客车（需时45分钟）、货运列车1对，使用木制的2轴客车或货车，由B6系、A6系、A8系蒸汽机车牵引。此外，开通前的1889年3月12日，明治天皇为出席横须贺海军造船所八重山通报舰下水仪式而乘坐的皇家列车从新桥运行至横须贺水兵营内临时停车场，行经横须贺铁路，也有列席下水仪式的人士乘坐的一般客用列车运行。
1925年7月全线电气化，同年12月13日以电力机车牵引的列车开始运行，旅客列车主要使用1040型（后来的ED50型）电力机车牵引NaHa22000系客车，也使用了6000型机车（后来的ED51型 、ED52型）。另外，当时考虑到电力机车操作熟练度和可靠性，曾由电力机车和蒸汽机车重联运行了一段时间，1926年4月12日开始改为电力机车重联，同年8月12日开始改为电力机车单机牵引。电气化前，按照1925年3月12日调图，东京站－横须贺站间耗时为110分钟，改为电力机车牵引后，按照1929年9月15日调图，东京站－横须贺站间耗时为85分钟，间隔30分钟。

### 年表
- 1889年6月16日 大船～橫須賀間開業
- 1909年10月12日 國有鐵道線路名稱設定為橫須賀線
- 1914年8月12日 逗子～沼間信號場間複線化
- 1916年9月13日 大船～鎌倉間複線化
- 1917年3月 鎌倉～逗子間複線化
- 1920年10月19日 沼間信號場～田浦間複線化
- 1924年12月25日 田浦～橫須賀間複線化
- 1925年12月13日 （橫濱～）大船～橫須賀間電化（電氣機關車運轉開始）
- 1927年5月20日 北鎌倉臨時車站開業
- 1930年3月15日 電車運轉開始
- 1930年10月1日 北鎌倉站升格為正式車站
- 1944年4月1日 橫須賀～久里濱間延伸開業
- 1945年4月 橫須賀～衣笠間設置相模金谷臨時乘降場（軍用）
- 1945年8月 戰敗後撤去相模金谷臨時乘降場
- 1952年4月1日 東逗子站開業（由沼間信號場昇格）
- 1974年10月1日 橫須賀～久里濱間貨物營業廢止
- 1976年10月1日 東京～品川間的別線（地下線）開業。總武快速線由品川進入
- 1980年10月1日 東京～大船間的東海道線開始分離運轉。新川崎站、東戶塚站開業、保土之谷站成為橫須賀線車站
- 1984年2月1日 大船～橫須賀間貨物營業全部廢止
- 1986年4月2日 西大井站開業
- 1987年4月1日 國鐵分割民營化，由東日本旅客鐵道繼承。大船～田浦間的貨物營業開始（日本貨物鐵道第二種鐵道事業者）
- 2000年9月30日 東京～大船間ATOS（東京圈輸送管理系統）使用開始
- 2001年12月1日 湘南新宿線運行開始
- 2004年10月16日 湘南新宿線大幅增發。
- 2006年5月1日 逗子～田浦間的日本貨物鐵道第二種鐵道事業廢止
- 2009年11月1日 大船～久里濱間ATOS使用開始
- 2010年3月13日 武藏小杉站開業

## 運行形態
本节介绍横须贺线大船站和久里滨站之间正式线路区间的列车运行情况，按运行系统分别叙述。

### 定期运行列车
本节介绍狭义的横须贺线的列车运行情况。 由于横须贺线是所谓的电车时刻表，而湘南新宿线是列车时刻表，因此在描述时也相应地将电车和列车分开使用。(本节（包括小节）的资料来源：）

#### 横须贺线内运行的列车
狭义上的横须贺线列车，有逗子站和久里滨站之间运行的附属编成列车（从上午 8 点到下午 5 点之间运行）、从大船始发去往逗子或久里滨的早晨下行列车以及从逗子站到大船站的夜间上行列车。
不直通总武快速线的列车包括从东京始发去往大船、逗子、横须贺和久里滨的下行列车，从久里滨、横须贺、逗子和大船始发去往东京的上行列车（横须贺和大船始发的列车只在周末和节假日运行），以及从品川到久里滨的下行首班车和从久里滨到品川的上行末班车。

#### 横须贺·总武快速线直通电车
横须贺线的电车，基本运行在千叶方向 - 东京站 - 横须贺线方向。始发终到的车站为，总武快速线的千叶站和津田沼站，以及横须贺线的大船站、逗子站、横须贺站和久里滨站，此外，还有在总武本线佐仓站、成东站、成田站、成田机场站、内房线君津站、外房线上总一之宫站始发终到的班次，还有在内房线木更津站始发开往逗子站、久里滨始发开往鹿岛线鹿岛神宫站的列车（仅限平日）。

#### 湘南新宿線列车
横须贺线逗子站 - 宇都宫线宇都宫站、东海道线小田原站 - 高崎线高崎站 - 上越线的新前桥站 - 两毛线的前桥站之间的列车均有班次途经新宿站。 在逗子站、大船站 - 小金井站和宇都宫站之间运行的列车由本线运行，并会表示为湘南新宿线列车。还有一些列车实际上不在湘南新宿线上运行，仅在大船站和逗子站之间运行。在 2004年10月时刻表修订之前，也有在新宿始发终到，来往于横须贺站和久里浜的列车。列车由 E231系 或 E233系列车运行，15 节编组中包括逗子一侧的的 10 节基本编成（1-10 号车厢）和新宿-大宫一侧的 5 节附属编成（11-15 号车厢），绿色车厢位于基本编成的 4 号和 5 号车厢。 列车番号以 Y 结尾（大船站和逗子站之间的列车为 M）。

### 通勤快車(已取消)
橫須賀線上運行的通勤快車，包括有上行的「逗子早安快車」（おはようライナー逗子）與下行的「逗子返家快車」（ホームライナー逗子）各一班，這兩班車主要使用的車種是E257系500番台，但過去也曾使用過183系車種。
停車站：參考車站一覧段落
- 上行班次的可上車車站
逗子站 - 鎌倉站 - 大船站
- 下行班次的可上車車站
東京站 - 新橋站 - 品川站

### 成田特快
東京站～大船站間會於橫須賀線電車的路線上行走。停車站等可參照成田特快條目。

### 其他
由於沿線有觀光地鎌倉等、假日常有臨時列車班次運行。

### 站台长度
20m級的车厢，在逗子站以北是15輛、以南是11輛車廂的長度。但是在前後有隧道的田浦站，月台長度只能容納10輛車廂。在E217系投入运营的时候，逗子站留置線的收容能力（最大12輛）和田浦站站台的矛盾成為一大問題，最後就成為了這種“11輛+4輛”的編成方式。
附属编組中，東海道線、宇都宮線、高崎線、常磐線带有11號車-15號車，而且都是在北方（靠近東京方向）连接。而橫須賀線的附属编制是在南方（靠近久里濱）连接，编号为“增1”-“增4”。这也是逗子站折返列車用留置線的原因，车站靠近久里濱，所以只能在上行列車的南方加挂，容量也只有12輛车厢长度，若附属编制为5輛，能收容的车數会減少（接下来的京急逗子線線路不能延長）。出于这样的理由才无奈使用了和113系一样编制。
大船-品川間没有折返用、优等列车超車用的站台，成为编排时刻表的瓶颈，因此现在横濱站和品川站正在计划增设站台。

## 利用状況
和並行的東海道線與京急本線比較、橫濱以西的混雜程度比較低，但由於新川崎站~品川站只有本路線往東京一帶，加上由南武線經武藏小杉站的轉車客，繁忙時間在該區間往東京方向後經常出現高達190~195％混雜率。

## 使用車輛

### 現行使用車輛
所有列车均由电车运行。
- E217系（鎌倉車輛中心）
  - 它在久里滨站 - 东京站 - 总武快速线直通列车上使用。2001 年至 2004 年，它还担当部分湘南新宿线的新宿站折返班次，不过，在其他时间里，它通常不会开往大崎站方向。但在 2013 年 11 月品川站轨道切换工程期间，该列车也曾去往新宿站运行[34][35]。
- E231系・E233系（小山車輛中心・國府津車輛中心）
  - 湘南新宿线系统直通宇都宫线的所有列车 以及大船站和逗子站之间的部分列车使用这两种车辆。 在这种情况下，列车编号的末尾是 M，而不是 S。
- E235系1000番台（包括 總武快速線直通）（鎌倉車輛中心）
  - 于 2020 年 12 月 21 日开始投入使用[36]，计划陆续取代 E217 系列列车，在久里滨站-东京站-总武快速线的直通系统上运用。
- E259系（成田特快）（鎌倉車輛中心）

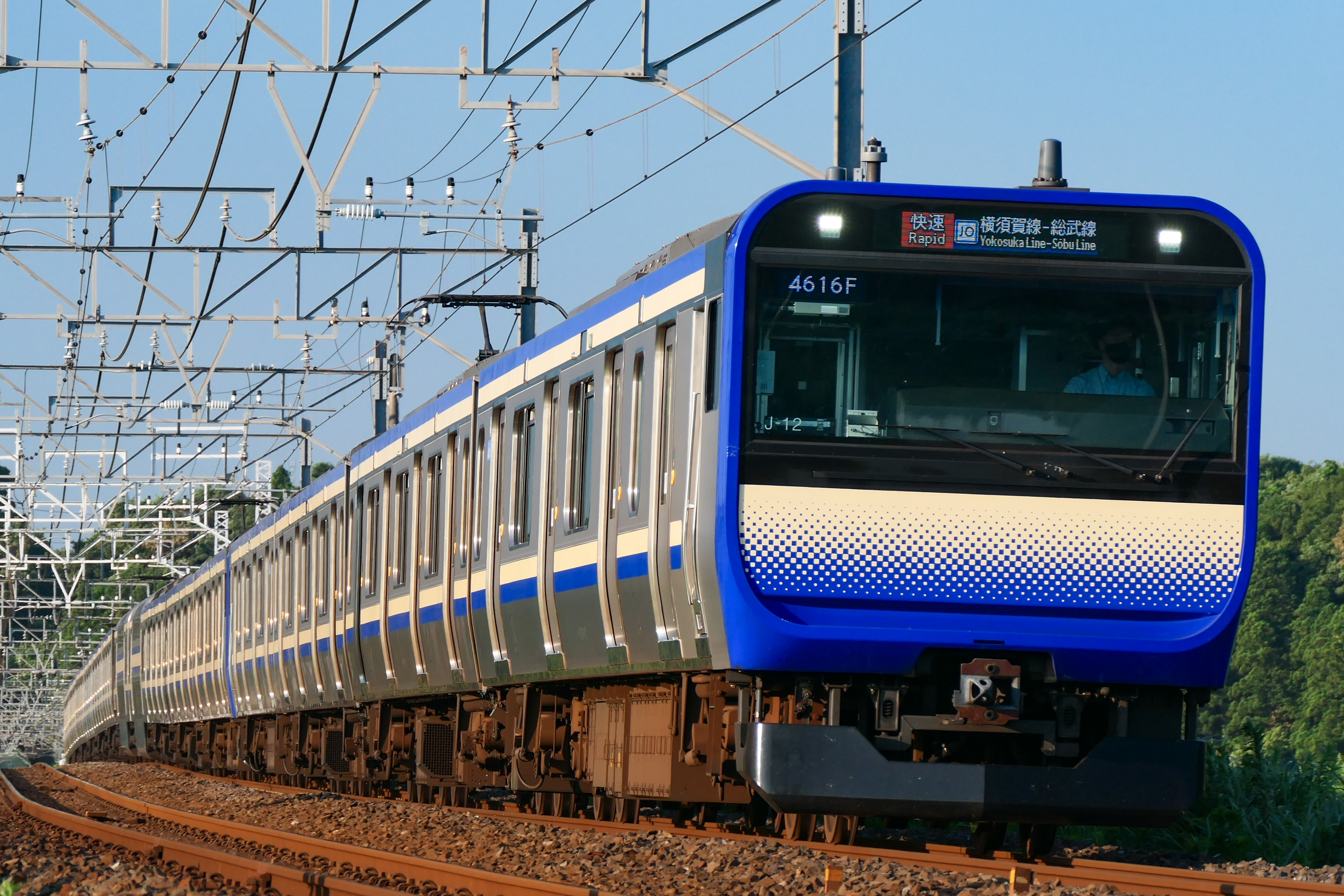
E235系1000番台 （2022年6月25日 総武本線佐倉站 - 物井站間）
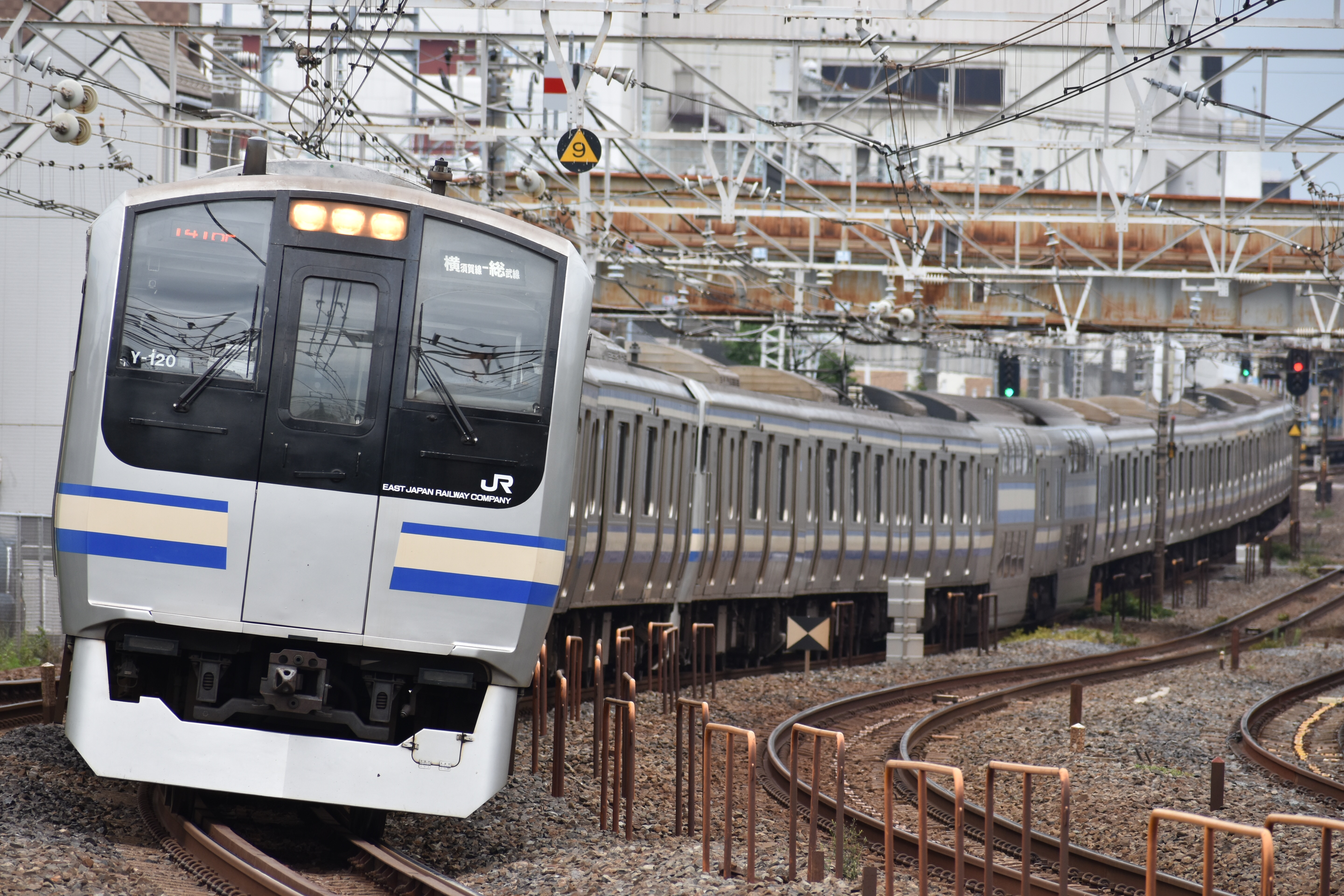
E217系 （2019年7月5日 総武本線船橋站 - 西船橋站間）
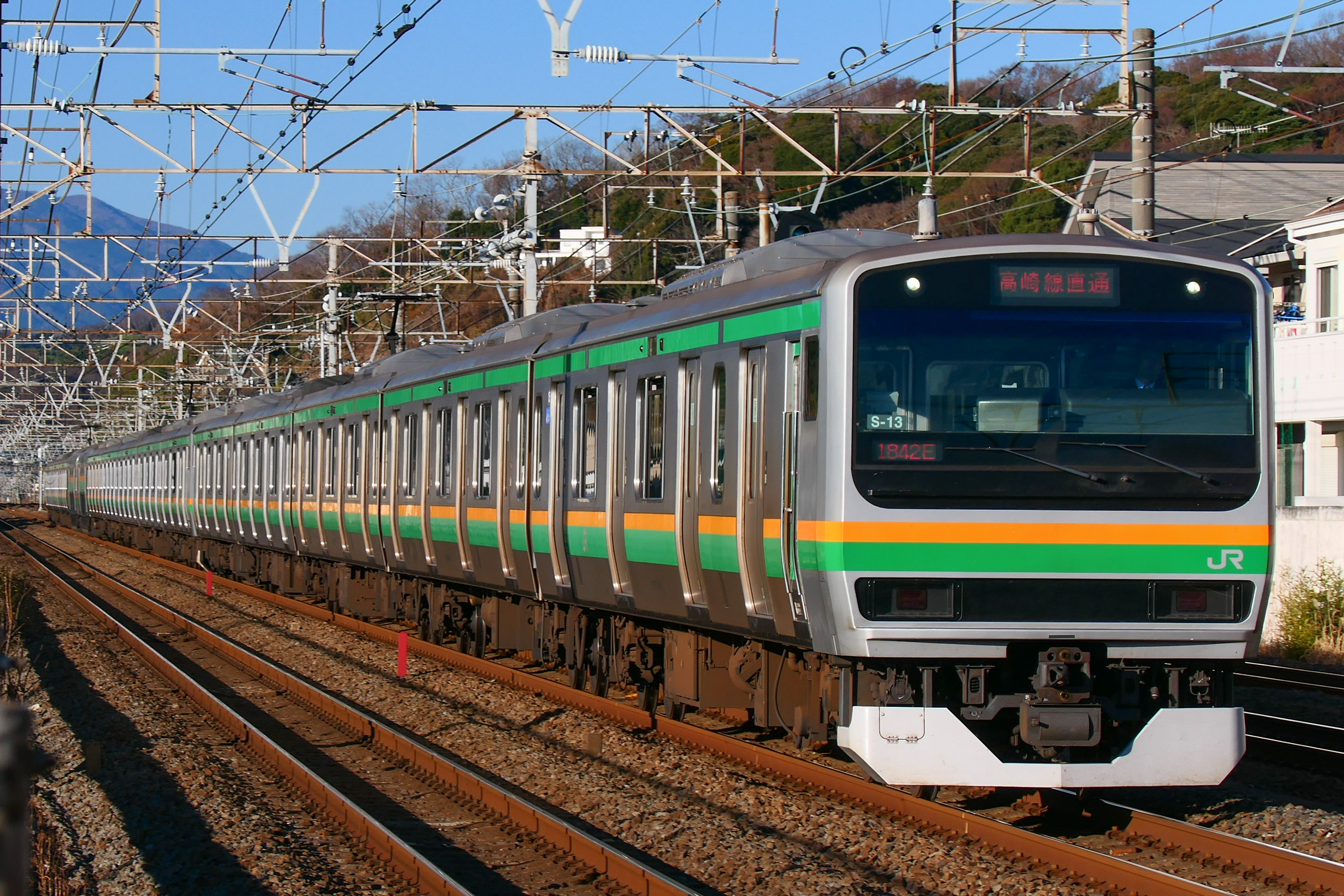
E231系1000番台 （2023年1月10日 東海道本線二宮站 - 大磯站間）
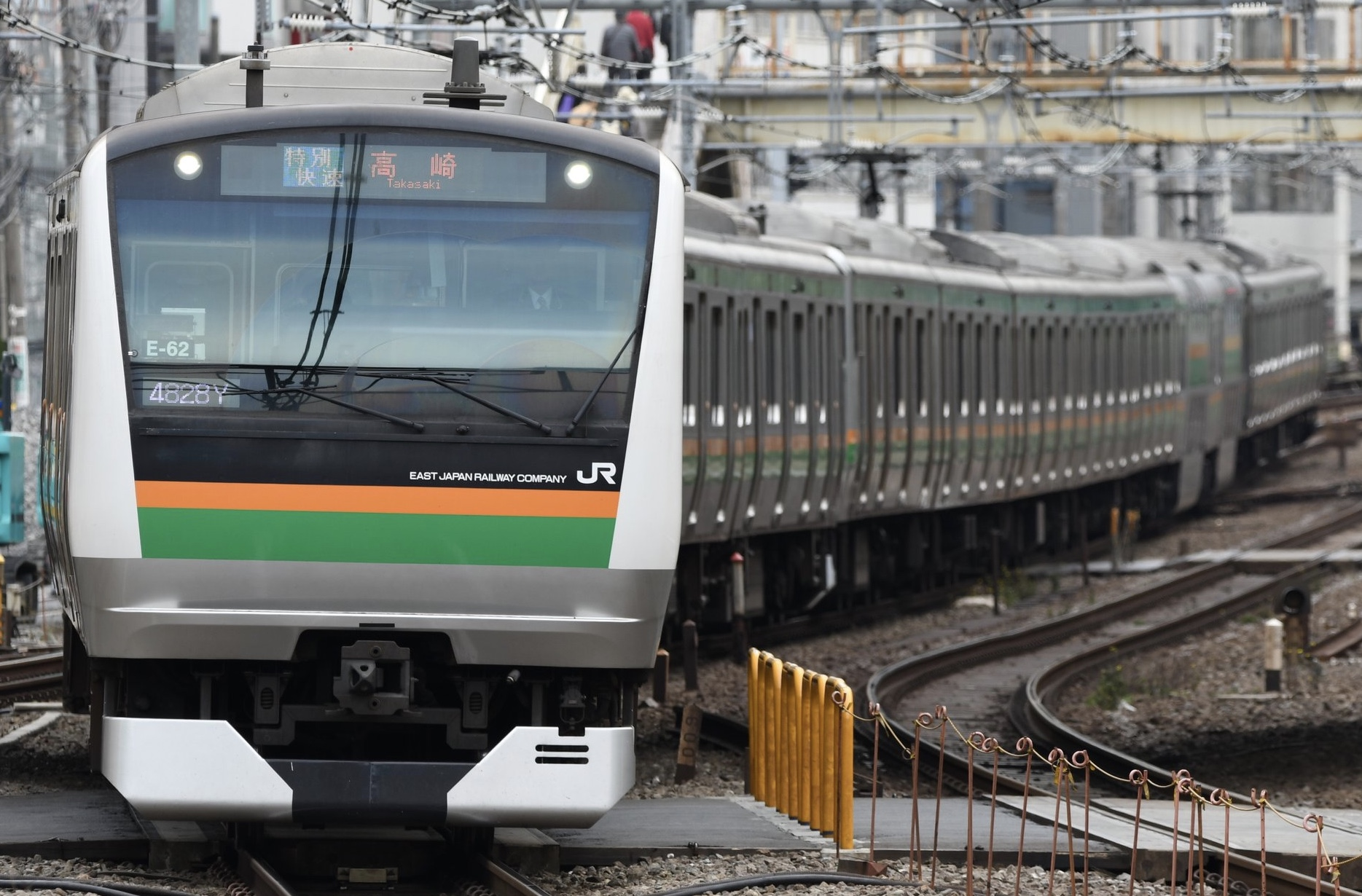
E233系3000番台 （2020年9月24日 山手貨物線惠比寿站 - 涉谷站間）

### 過去使用車輛
- E257系500番台（「逗子返家快車」（ホームライナー逗子）、「逗子早安快車」（おはようライナー逗子）（幕張車輛中心）
- 215系（湘南新宿線，西大井站～橫須賀站間）（國府津車輛中心、小山車輛中心）
- 205系（根岸線、横濱線直通）（鎌倉車輛中心）

## 車站列表
以運行系統上的橫須賀線（東京－久里濱）的停車站與接續路線、所在地等由起點到終點的列表。
- ◇：貨物取扱站（沒有定期貨物列車的到發）
- 特定都區市內制度適用範圍車站：＝東京山手線內、＝東京都區內、＝橫濱市內
- 營業距離：品川－鶴見被指定為經路特定區間（日语：経路特定区間），若旅客於此段路段乘車，以比途經品鶴線短2.9公里的途經東海道線、京濱東北線大井町站、川崎站的營業距離計算車費。
- 停車站
  - 橫須賀線列車：下表除鶴見站外停靠所有車站
  - 湘南新宿線普通（宇都宮線－橫須賀線直通）：除鶴見站外西大井－逗子停靠所有車站
    - 湘南新宿線參見「湘南新宿線#車站列表」

  - 特急「成田特快」…參見列車條目
- 接續路線：東日本旅客鐵道與東急電鐵路線名為運行系統上的名稱（與正式路線名不同）。站名若有不同則以⇒顯示站名。
- 橫須賀－久里濱為單線路段。橫須賀站與久里濱到發列車同士不可進行列車交會，衣笠站、久里濱站可進行列車交會

| 正式路線名   | 行走軌道     | 車站編號     | 車站編號     | 中文站名               | 日文站名     | 英文站名     | 站間營業距離      | 累計營業距離  | 累計營業距離 | 接續路線、備註 | 所在地 | 所在地 |
| 正式路線名   | 行走軌道     | 橫須賀線     | 湘南新宿線   | 中文站名               | 日文站名     | 英文站名     | 站間營業距離      | 累計營業距離  | 累計營業距離 | 接續路線、備註 | 所在地 | 所在地 |
| ------------ | ------------ | ------------ | ------------ | ---------------------- | ------------ | ------------ | ----------------- | ------------- | --- | --- | --- | --- |
| 直通運行路段 | 直通運行路段 | 直通運行路段 | 直通運行路段 | 直通運行路段           | 直通運行路段 | 直通運行路段 | 直通運行路段      | 直通運行路段  | 直通運行路段 | 橫須賀、總武快速線：東京站起途經 總武快速線千葉站直通至 ◎■內房線君津站、■外房線上總一之宮站、■總武本線成東站 ◎途經總武本線佐倉站、■成田線成田站、成田機場站直通至■鹿島線鹿島神宮站 | 橫須賀、總武快速線：東京站起途經 總武快速線千葉站直通至 ◎■內房線君津站、■外房線上總一之宮站、■總武本線成東站 ◎途經總武本線佐倉站、■成田線成田站、成田機場站直通至■鹿島線鹿島神宮站 | 橫須賀、總武快速線：東京站起途經 總武快速線千葉站直通至 ◎■內房線君津站、■外房線上總一之宮站、■總武本線成東站 ◎途經總武本線佐倉站、■成田線成田站、成田機場站直通至■鹿島線鹿島神宮站 |
| 直通運行路段 | 直通運行路段 | 直通運行路段 | 直通運行路段 | 直通運行路段           | 直通運行路段 | 直通運行路段 | 直通運行路段      | 直通運行路段  | 直通運行路段 | 湘南新宿線：西大井站途經新宿站直通至 ◎■宇都宮線（東北本線）宇都宮站 | | |
| 東海道本線   | 本線∧地下線∨ | JO19         |              | 東京                   |              |              | -                 | 0.0           | | 東日本旅客鐵道： 東北新幹線、山形新幹線、秋田新幹線、上越新幹線、北陸新幹線、 總武線（快速）（直通運行）（JO19）、 東海道線（JT01）、 中央線（JC01）、 山手線（JY01）、 京濱東北線（JK26）、■上野東京線（直通 宇都宮線（東北線）、高崎線、 常磐線直通）（JU01）、 京葉線（JE01） 東海旅客鐵道： 東海道新幹線 東京地下鐵： 丸之內線（M-17） 東京地下鐵： 東西線 ⇒大手町（T-09） 東京地下鐵： 千代田線 ⇒二重橋前（C-10） 都營地下鐵： 三田線 ⇒大手町（I-09） | 東京都 | 千代田區 |
| 東海道本線   | 本線∧地下線∨ | JO18         |              | 新橋                   |              |              | 1.9               | 1.9           | | 東日本旅客鐵道： 東海道線（JT02）、 山手線（JY29）、 京濱東北線（JK24） 東京地下鐵： 銀座線（G-08） 都營地下鐵： 淺草線（A-10） 百合鷗： 臨海線（U-01） | 東京都 | 港區 |
| 東海道本線   | 本線∧地下線∨ | JO17         |              | 品川                   |              |              | 4.9               | 6.8           | | 東日本旅客鐵道： 東海道線（JT03）、 山手線（JY25）、 京濱東北線（JK20） 東海旅客鐵道： 東海道新幹線 京濱急行電鐵： 本線（KK01） | 東京都 | 港區 |
| 東海道本線   | 品鶴線       | JO17         |              | 品川                   |              |              | 4.9               | 6.8           | | 東日本旅客鐵道： 東海道線（JT03）、 山手線（JY25）、 京濱東北線（JK20） 東海旅客鐵道： 東海道新幹線 京濱急行電鐵： 本線（KK01） | 東京都 | 港區 |
| 東海道本線   | JO16         | JS16         | 西大井       |                        |              | 3.6          | 10.4              |               | 東日本旅客鐵道： 湘南新宿線（大崎方向） | 品川區 | 東京都 | |
| 東海道本線   | JO15         | JS15         | 武藏小杉     |                        |              | 6.4          | 16.8              |               | 東日本旅客鐵道： 南武線（JN07） 東急電鐵： 東橫線（TY11）、 目黑線（MG11） | 神奈川縣 | 川崎市 中原區 | |
| 東海道本線   | JO14         | JS14         | 新川崎       |                        |              | 2.7          | 19.5              |               | | 神奈川縣 | 川崎市幸區 | |
| 東海道本線   | -            | -            | （鶴見）     |                        |              | 5.1          | 途經武藏小杉 24.6 | 途經川崎 21.7 | （橫須賀線列車不停車，沒有月台存在，只被視為路線的分岐點） | 神奈川縣 | 橫濱市 鶴見區 | |
| 東海道本線   | -            | -            | （鶴見）     | 本線∧橫須賀線專用軌道∨ |              | 5.1          | 途經武藏小杉 24.6 | 途經川崎 21.7 | （橫須賀線列車不停車，沒有月台存在，只被視為路線的分岐點） | 神奈川縣 | 橫濱市 鶴見區 | |
| 東海道本線   | JO13         | JS13         | 橫濱         |                        |              | 7.1          | 31.7              | 28.8          | 東日本旅客鐵道： 東海道線（JT05）、 京濱東北線（JK12）、 橫濱線（JK12）、 根岸線（JK12） 東急電鐵： 東橫線（TY21） 京濱急行電鐵： 本線（KK37） 相模鐵道： 本線（SO01） 橫濱市營地下鐵： 藍線（3號線）（B20） 橫濱高速鐵道： 港未來線（MM01） | 神奈川縣 | 橫濱市 西區 | |
| 東海道本線   | JO12         | JS12         | 保土谷       |                        |              | 3.0          | 34.7              | 31.8          | | 神奈川縣 | 橫濱市 保土谷區 | |
| 東海道本線   | JO11         | JS11         | 東戶塚       |                        |              | 4.9          | 39.6              | 36.7          | | 神奈川縣 | 橫濱市 戶塚區 | |
| 東海道本線   | JO10         | JS10         | 戶塚         |                        |              | 4.2          | 43.8              | 40.9          | 東日本旅客鐵道： 東海道線（JT06） 橫濱市營地下鐵： 藍線（1號線）（B06） | 神奈川縣 | 橫濱市 戶塚區 | |
| 東海道本線   | JO09         | JS09         | 大船         |                        |              | 5.6          | 49.4              | 46.5          | 東日本旅客鐵道： 東海道線（JT07）、 根岸線（JK01） 湘南單軌電車：江之島線 | 神奈川縣 | 橫濱市榮区 | |
| 橫須賀線     | JO09         | JS09         | 大船         |                        | 大船起計 0.0 | 5.6          | 49.4              | 鎌倉市        | 東日本旅客鐵道： 東海道線（JT07）、 根岸線（JK01） 湘南單軌電車：江之島線 | 神奈川縣 | | |
| 橫須賀線     | JO08         | JS08         | 北鎌倉       |                        |              | 2.3          | 51.7              | 鎌倉市        | 2.3 | 神奈川縣 | | |
| 橫須賀線     | JO07         | JS07         | 鎌倉         |                        |              | 2.2          | 53.9              | 鎌倉市        | 4.5 | 神奈川縣 | 江之島電鐵： 江之島電鐵線（EN15） | |
| 橫須賀線     | JO06         | JS06         | 逗子◇        |                        |              | 3.9          | 57.8              | 8.4           | 京濱急行電鐵： 逗子線 ⇒逗子·葉山（KK53） | 神奈川縣 | 逗子市 | |
| 橫須賀線     | JO05         |              | 東逗子       |                        |              | 2.0          | 59.8              | 10.4          | | 神奈川縣 | 逗子市 | |
| 橫須賀線     | JO04         |              | 田浦         |                        |              | 3.4          | 63.2              | 13.8          | | 神奈川縣 | 橫須賀市 | |
| 橫須賀線     | JO03         |              | 橫須賀       |                        |              | 2.1          | 65.3              | 15.9          | 京濱急行電鐵： 本線 ⇒逸見（KK57）、汐入（KK58） | 神奈川縣 | 橫須賀市 | |
| 橫須賀線     | JO02         |              | 衣笠         |                        |              | 3.4          | 68.7              | 19.3          | | 神奈川縣 | 橫須賀市 | |
| 橫須賀線     | JO01         |              | 久里濱       |                        |              | 4.6          | 73.3              | 23.9          | 京濱急行電鐵： 久里濱線 ⇒京急久里濱（KK67） | 神奈川縣 | 橫須賀市 | |

### 廢站、廢除信號場
東京站－大船站間參見「東海道本線」。
- 扇谷臨時信號場：廢除日不詳，北鎌倉站－鎌倉站間，大船站起約3.2公里
- 名越臨時信號場：廢除日不詳，鎌倉站－逗子站間，鎌倉站起約1.4公里
- 沼間信號場：1926年3月31日廢除，東逗子站－田浦站間，逗子站起約3.5公里
- 吉倉臨時信號場：廢除日不詳，田浦站－橫須賀站間，田浦站起約1.1公里
- 相模金谷臨時乘降場（日语：相模金谷仮乗降場）：1945年8月廢除，橫須賀站－衣笠站間

### 過去的接續路線
- 大船站：夢想樂園線（日语：ドリーム開発ドリームランド線） - 1967年9月27日休止，2003年9月18日廢除

## 車輛顏色
在E217系電車登場之前，这个区间大部分的旅客列车的塗装使用「沙色」的一种奶油色與蓝色（青15號）的双色调。沙色的使用可追溯到原来在这个区间运行的70系電車。
这种塗装在橫須賀線内E217系的色带只留下一个称呼而已，而在現在的房總各線（總武本線、成田線、内房線、外房線等）、中央東線的中距離電車等均可见到。原本在近郊型電車使用線區能经常看到的色圈，现在随着車輛的老化数量已经减少。与其对比，湘南色还有相当的線區中保留下来。
另外，这个颜色的由来有一种说法是，“在靠海较近的地方运行，所以使用沙滩的奶油色和海水的蓝色”，但是没有证实。